# Quenselite
La quenselite è un minerale.